# Kiskunfélegyháza műemlékeinek listája

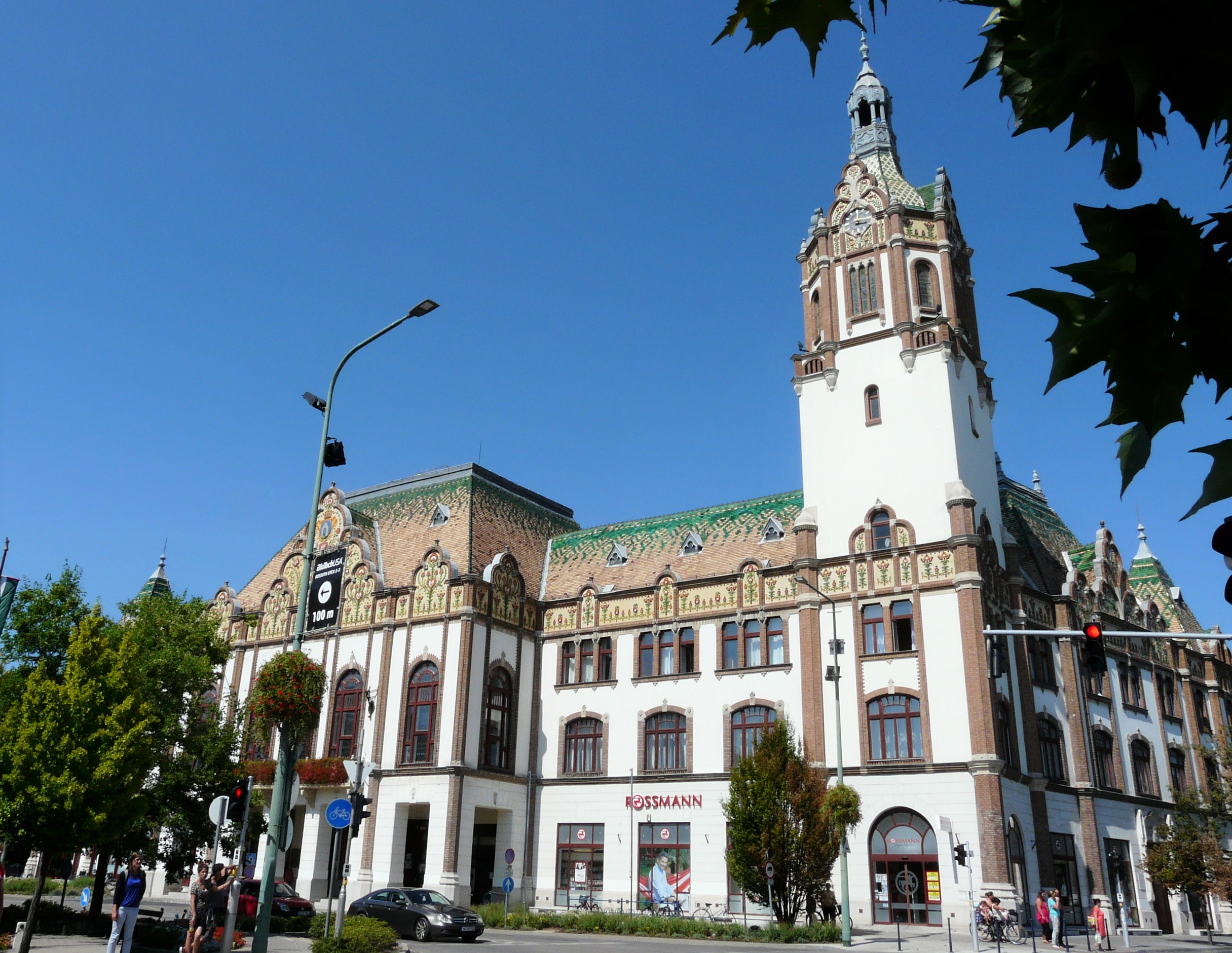
Városháza

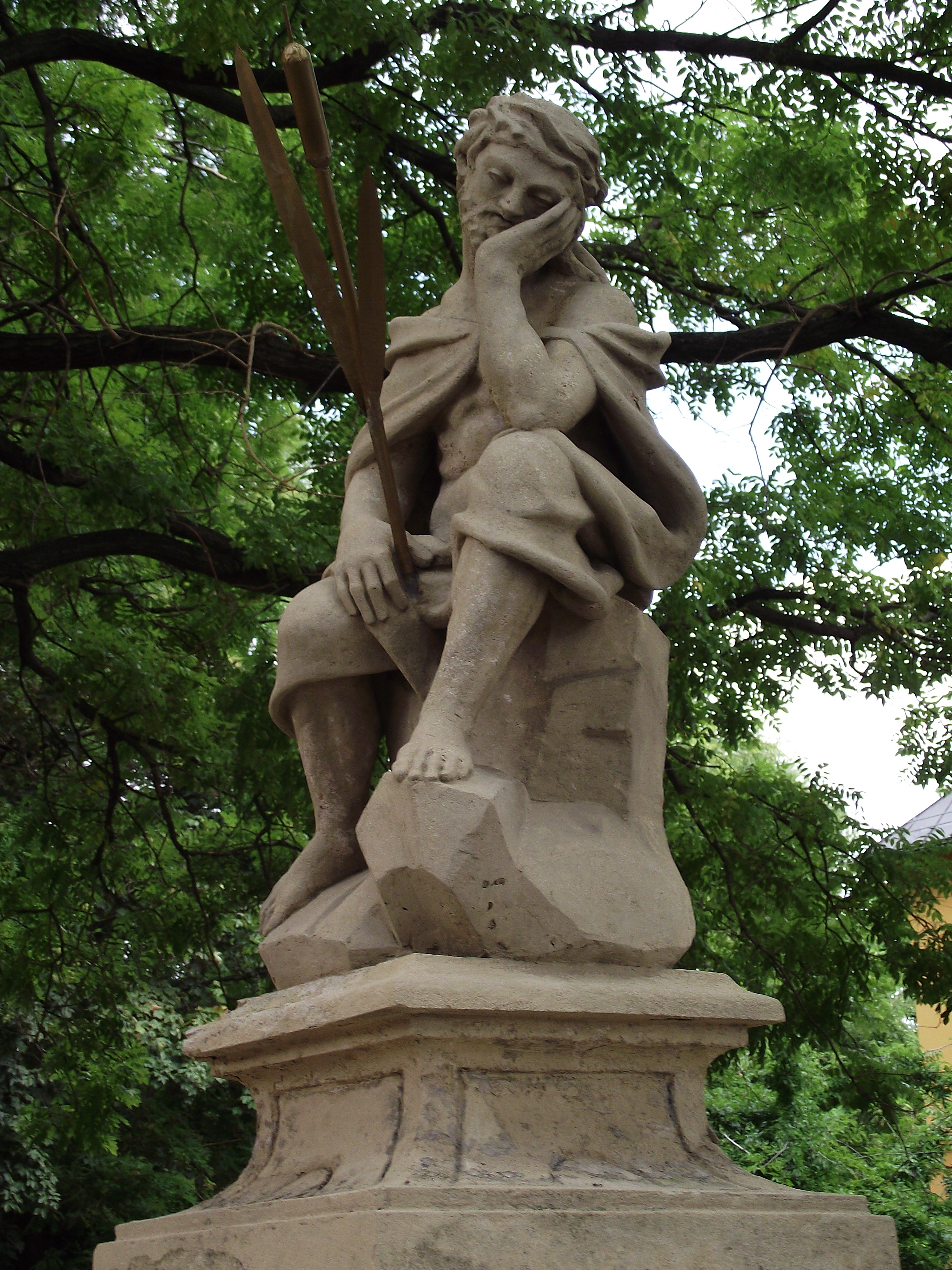
Bánkódó kép, Kiskunfélegyháza

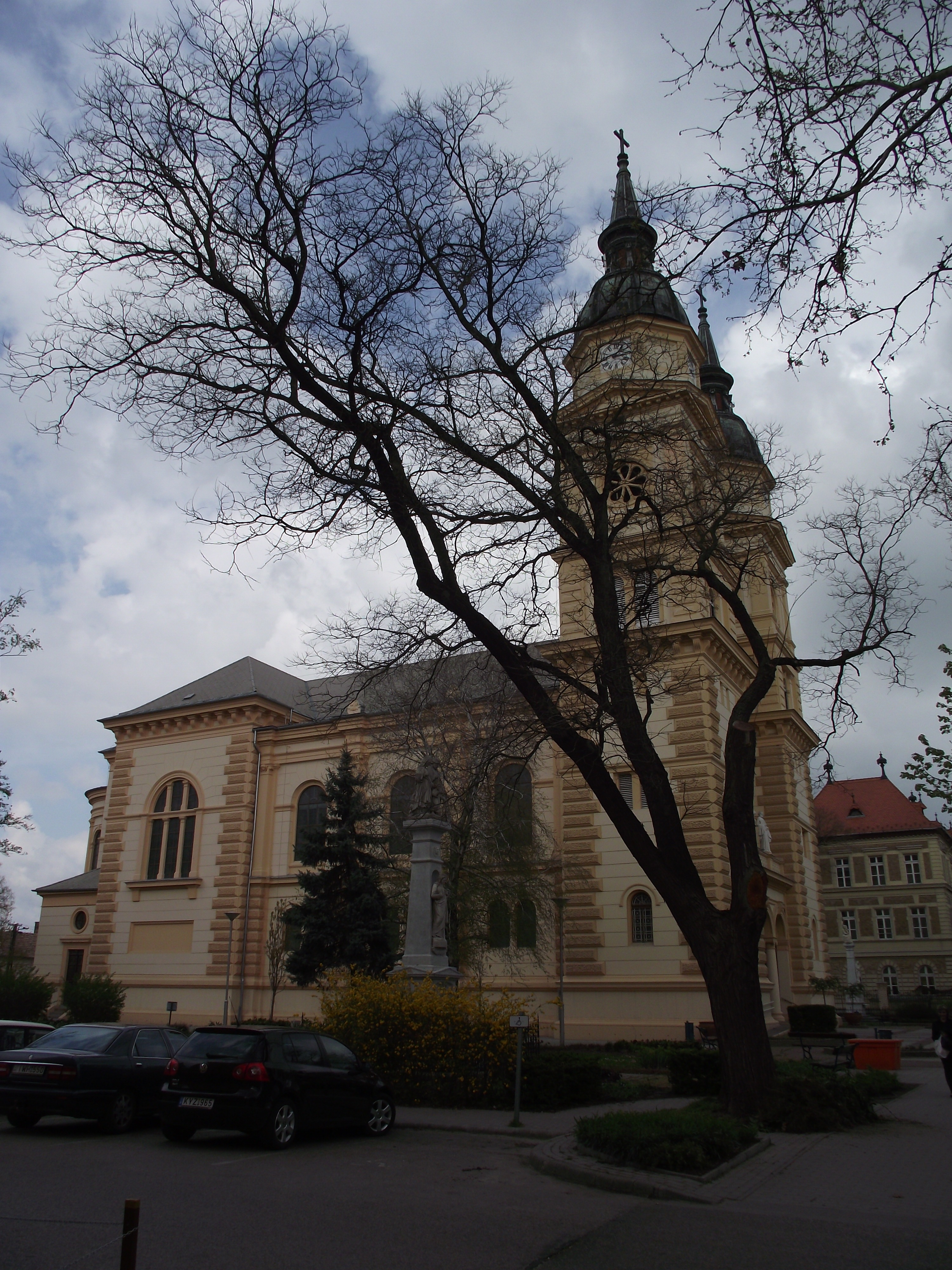
Szent István-templom, Kiskunfélegyháza

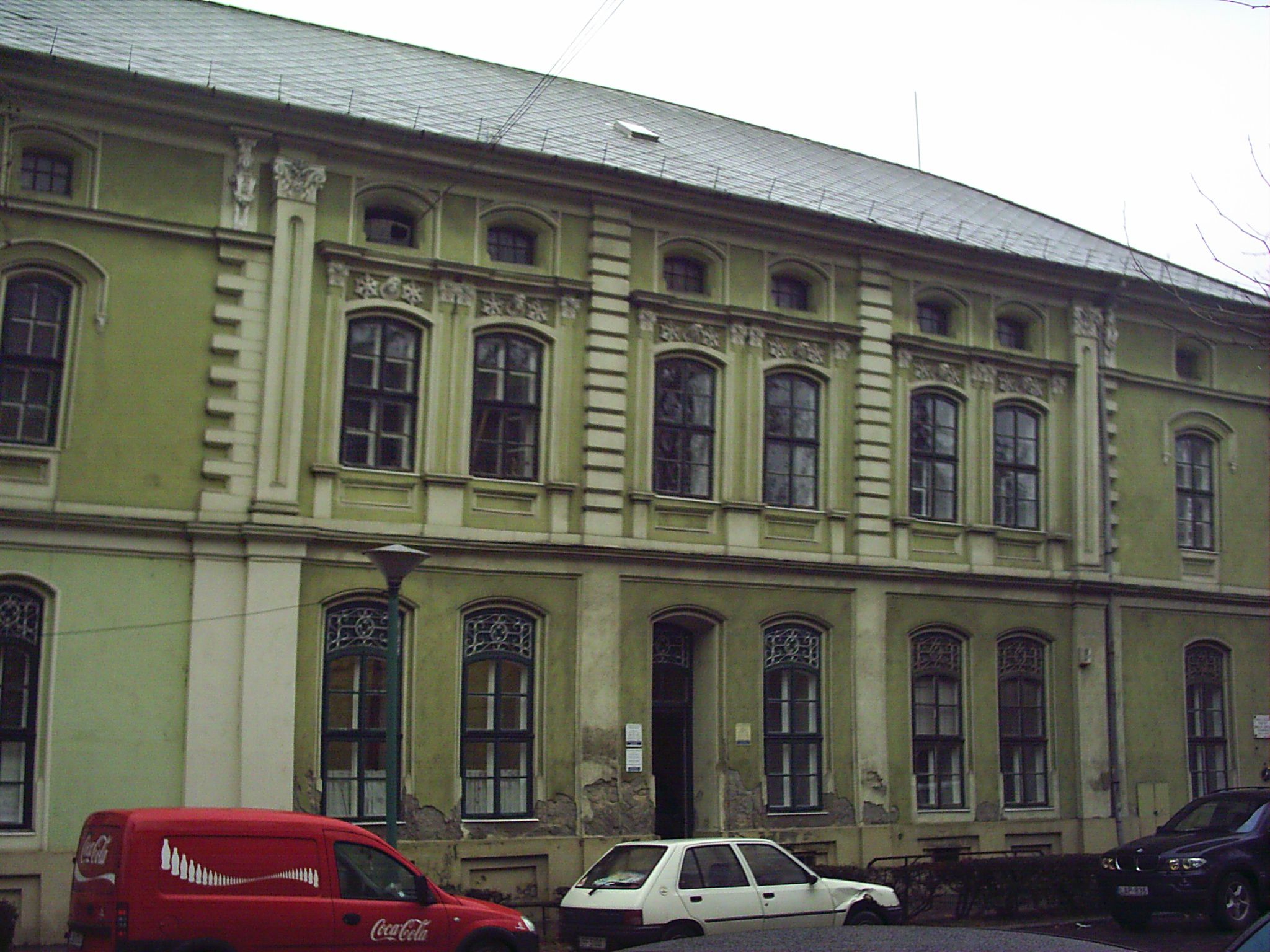
Holló-ház

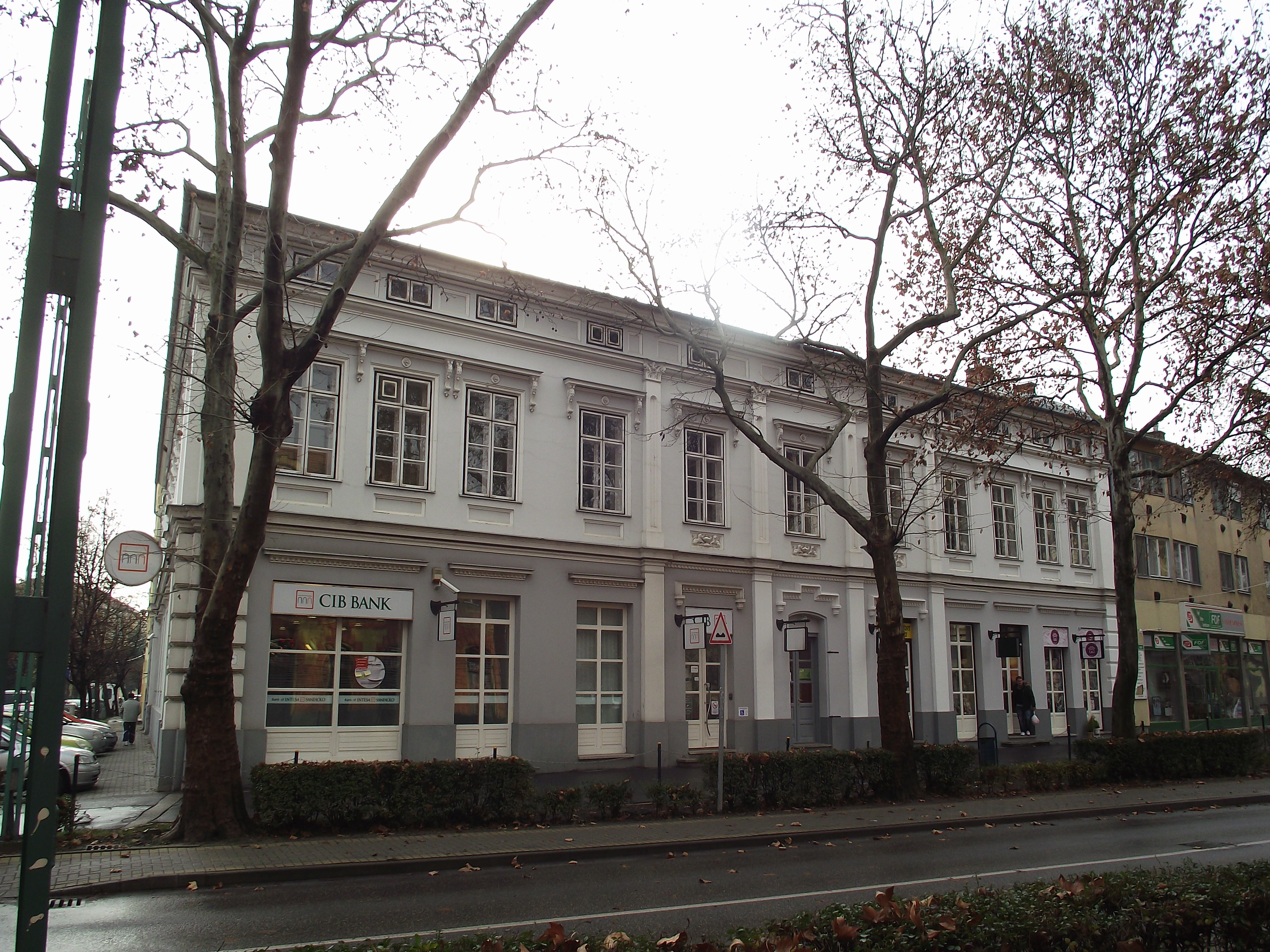
Klazsik-ház (Szarvas-ház), Kiskunfélegyháza

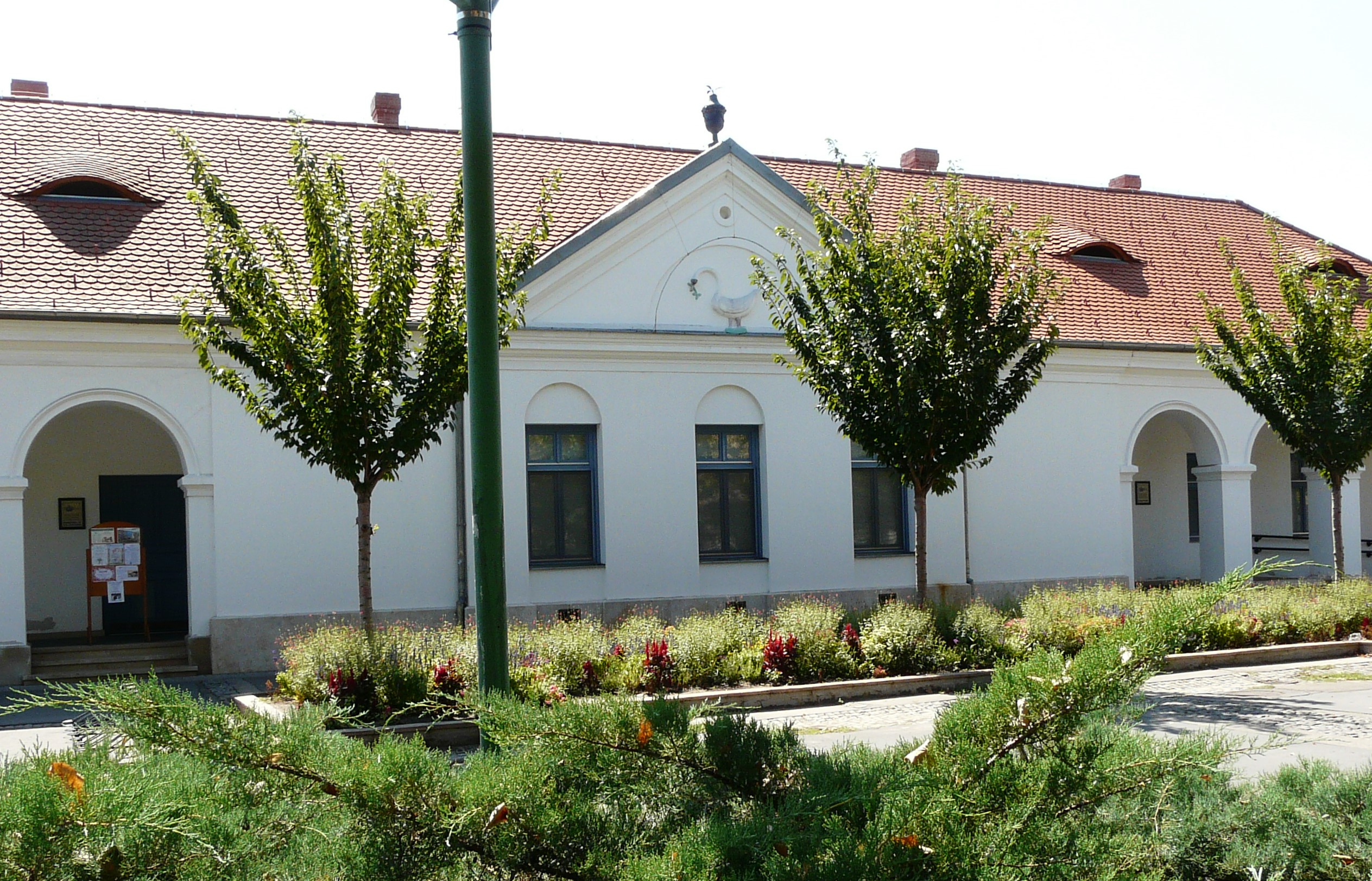
Hattyú-ház

| Törzsszám | Megnevezés                                                     | Megjegyzések | Helyrajzi szám          |
| --------- | -------------------------------------------------------------- | --- | ----------------------- |
| 585       | Sarlós Boldogasszony-templom (Ótemplom, Egytornyú templom)     | Béke tér | Kiskunfélegyháza 3151   |
| 587       | Fájdalmas Krisztus-szobor (Bánkódó kép)                        | Béke tér | Kiskunfélegyháza 3152   |
| 595       | Kiskun Kapitányház és tömlöc, volt Megyeháza, ma Kiskun Múzeum | dr. Holló Lajos u. 9. | Kiskunfélegyháza 3186   |
| 10067     | Városháza                                                      | Kossuth Lajos u. 1. | Kiskunfélegyháza 3      |
| 591       | Holló-ház (Kocsis-ház)                                         | Korona u. 4. | Kiskunfélegyháza 5433   |
| 588       | Kálvária és kálváriakápolna                                    | Csongrádi út - Tulipán utca felé | Kiskunfélegyháza 1714   |
| 596       | Pajkos-Szabó-féle szélmalom                                    | dr. Holló Lajos u. 9. (a Múzeum udvarában)                                                                                                  | Kiskunfélegyháza 3186   |
| 589       | Szentháromság szobor                                           | Szent István tér (a rekonstruált emlékmű a templomkertben, a helyreállíthatatlan eredeti szoborcsoport a Szent István-templomban található) | Kiskunfélegyháza 5060/2 |
| 590       | Klazsik-ház (Szarvas-ház)                                      | Kossuth Lajos u. 4. | Kiskunfélegyháza 395    |
| 9948      | Móra Ferenc Emlékház                                           | Móra Ferenc u. 19. | Kiskunfélegyháza 2051   |
| 592       | Görögház (Kisvárosháza)                                        | Petőfi tér 3. | Kiskunfélegyháza 3167   |
| 594       | Szabó-kúria                                                    | Szent János tér 4. | Kiskunfélegyháza 475    |
| 593       | Hattyú-ház                                                     | Szent János tér 9. | Kiskunfélegyháza 3164   |
| 10442     | Korona Szálló                                                  | Korona u. 3. - Petőfi tér 1. | Kiskunfélegyháza 1      |
| 11433     | Szent István-templom                                           | Szent István tér | Kiskunfélegyháza 5060/1 |